# Sessea pedicellata
Sessea pedicellata är en potatisväxtart som beskrevs av Francey. Sessea pedicellata ingår i släktet Sessea och familjen potatisväxter. Inga underarter finns listade i Catalogue of Life.